# Lithocarpus jacobsii
Lithocarpus jacobsii är en bokväxtart som beskrevs av Engkik Soepadmo. Lithocarpus jacobsii ingår i släktet Lithocarpus och familjen bokväxter. Inga underarter finns listade.